# Eliminatórias da Copa do Mundo FIFA de 2022 – CONCACAF
A zona norte, centro-americana e caribenha das eliminatórias da Copa do Mundo FIFA de 2022 (CONCACAF) indicou três representantes diretos e um para a repescagem intercontinental. Organizada pela Confederação de Futebol da América do Norte, Central e Caribe (CONCACAF), conta com a participação de seus 35 países membros.

## Formato

### Formato original
A CONCACAF anunciou um formato reestruturado para as eliminatórias da Copa do Mundo de 2022, em 10 de julho de 2019.
- Grupo hexagonal: As 6 melhores equipes da CONCACAF classificadas com base no ranking da FIFA de junho de 2020 jogarão partidas de turno e returno em um único grupo. As três primeiras equipes se classificarão para a Copa do Mundo, e a quarta colocada avançará para o play-off contra o vencedor da fase eliminatória, a fim de avançar para o play-off da confederação .

- Fase de grupos e fases eliminatórias: As equipes remanescentes da CONCACAF (classificadas de 7 a 35 com base no ranking da FIFA de junho de 2020) serão divididas em oito grupos (cinco grupos de quatro equipes e três grupos de três equipes) para jogar em casa, todos contra todos as partidas. Os vencedores de cada grupo irão avançar para uma fase eliminatória, cada uma das quartas de final, semifinais e final será disputada em uma série de duas etapas em casa. O vencedor da fase eliminatória avançará para o play-off contra a quarta equipe do grupo hexagonal, a fim de avançar para o play-off da confederação.

### Novo formato
Em 27 de julho a CONCACAF anunciou o novo formato das eliminatórias.
- Primeira fase: As seleções ranqueadas entre 6–35 no ranking Mundial da FIFA de julho de 2020 serão divididas em seis grupos de cinco, com disputa em turno único. Cada seleção fará quatro jogos, dois como mandante e dois como visitante. Os primeiros colocados de cada grupo avançarão para a segunda fase.
- Segunda fase: Os seis vencedores da primeira fase serão divididos em três confrontos mata-mata, com jogos de ida e volta. Os vencedores se juntarão aos pré-classificados para a fase final.
- Fase final: Os três vencedores da segunda fase se juntam às cinco seleções melhores ranqueadas no ranking Mundial da FIFA de julho de 2020. Nesta fase as partidas serão disputadas com jogos de ida e volta em um único grupo. As três melhores seleções se classificam para a Copa do Mundo FIFA de 2022 e o quarto colocado avança para a repescagem.

## Participantes
Todas as 35 seleções nacionais filiadas à FIFA da CONCACAF entraram nas eliminatórias. As seleções foram divididas baseado no ranking da FIFA de julho de 2020.
| Entram na fase final (Ranqueado do 1º ao 5º lugar)                                        | Entram a partir da primeira fase (Ranqueado do 6º ao 35º lugar) | Entram a partir da primeira fase (Ranqueado do 6º ao 35º lugar) |
| ----------------------------------------------------------------------------------------- | --- | --- |
| 1. México (11) 2. Estados Unidos (22) 3. Costa Rica (46) 4. Jamaica (48) 5. Honduras (62) | 1. El Salvador (69) 2. Canadá (73) 3. Curaçau (80) 4. Panamá (81) 5. Haiti (86) 6. Trinidad e Tobago (105) 7. Antígua e Barbuda (126) 8. Guatemala (130) 9. São Cristóvão e Neves (139) 10. Suriname (141) 11. Nicarágua (151) 12. República Dominicana (158) 13. Granada (159) 14. Barbados (162) 15. Guiana (166) | 1. São Vicente e Granadinas (167) 2. Bermudas (168) 3. Belize (170) 4. Santa Lúcia (176) 5. Porto Rico (178) 6. Cuba (179) 7. Monserrate (183) 8. Dominica (184) 9. Ilhas Caimã (193) 10. Bahamas (195) 11. Aruba (200) 12. Turcas e Caicos (203) 13. Ilhas Virgens Americanas (207) 14. Ilhas Virgens Britânicas (208) 15. Anguila (210) |

## Calendário
O calendário para a competição é o seguinte: Em 8 de setembro de 2020, a CONCACAF anunciou que os jogos programados para outubro e novembro de 2020 seriam remarcados para 2021.
| Fase          | Rodada                 | Datas                                 |
| ------------- | ---------------------- | ------------------------------------- |
| Primeira fase | Primeira janela        | 24, 25, 27, 28, & 30 de março de 2021 |
| Primeira fase | Segunda janela         | 2, 4, 5, & 8 de junho de 2021         |
| Segunda fase  | Partidas de ida        | 12 de junho de 2021                   |
| Segunda fase  | Partidas de volta      | 15 de junho de 2021                   |
| Terceira fase | Primeira rodada        | setembro de 2021                      |
| Terceira fase | Segunda rodada         | setembro de 2021                      |
| Terceira fase | Terceira rodada        | setembro de 2021                      |
| Terceira fase | Quarta rodada          | outubro de 2021                       |
| Terceira fase | Quinta rodada          | outubro de 2021                       |
| Terceira fase | Sexta rodada           | outubro de 2021                       |
| Terceira fase | Sétima rodada          | novembro de 2021                      |
| Terceira fase | Oitava rodada          | novembro de 2021                      |
| Terceira fase | Nona rodada            | janeiro de 2022                       |
| Terceira fase | Décima rodada          | janeiro de 2022                       |
| Terceira fase | Décima primeira rodada | janeiro de 2022                       |
| Terceira fase | Décima segunda rodada  | março de 2022                         |
| Terceira fase | Décima terceira rodada | março de 2022                         |
| Terceira fase | Décima quarta rodada   | março de 2022                         |

## Primeira fase
| Legenda                     |
| Classificado à segunda fase |
| Eliminado                   |

As seis melhores seleções ranqueadas que fazem parte da primeira fase foram colocadas como cabeça de chave entre os grupos A–F. Cada seleção fará quatro jogos, dois como mandante e dois como visitante. Os primeiros colocados de cada grupo avançarão para a segunda fase. O sorteio foi realizado em 19 de agosto de 2020.

### Grupo A
| Pos. | Seleção                  | Pts | J | V | E | D | GP | GC | SG  |
| ---- | ------------------------ | --- | - | - | - | - | -- | -- | --- |
| 1    | El Salvador              | 10  | 4 | 3 | 1 | 0 | 13 | 1  | +12 |
| 2    | Monserrate               | 8   | 4 | 2 | 2 | 0 | 9  | 4  | +5  |
| 3    | Antígua e Barbuda        | 7   | 4 | 2 | 1 | 1 | 6  | 5  | +1  |
| 4    | Granada                  | 3   | 4 | 1 | 0 | 3 | 2  | 5  | –3  |
| 5    | Ilhas Virgens Americanas | 0   | 4 | 0 | 0 | 4 | 0  | 15 | –15 |

|                          | El Salvador | Antígua e Barbuda | Granada | Monserrate (ilha) | Ilhas Virgens Americanas |
| ------------------------ | ----------- | ----------------- | ------- | ----------------- | ------------------------ |
| El Salvador              |             | 3–0               | 2–0     | –                 | –                        |
| Antígua e Barbuda        | –           |                   | 1–0     | 2–2               | –                        |
| Granada                  | –           | –                 |         | 1–2               | 1–0                      |
| Montserrat               | 1–1         | –                 | –       |                   | 4–0                      |
| Ilhas Virgens Americanas | 0–7         | 0–3               | –       | –                 |                          |

### Grupo B
| Pos. | Seleção     | Pts | J | V | E | D | GP | GC | SG  |
| ---- | ----------- | --- | - | - | - | - | -- | -- | --- |
| 1    | Canadá      | 12  | 4 | 4 | 0 | 0 | 27 | 1  | +26 |
| 2    | Suriname    | 9   | 4 | 3 | 0 | 1 | 15 | 4  | +11 |
| 3    | Bermudas    | 4   | 4 | 1 | 1 | 2 | 7  | 12 | –5  |
| 4    | Aruba       | 3   | 4 | 1 | 0 | 3 | 3  | 19 | –16 |
| 5    | Ilhas Caimã | 1   | 4 | 0 | 1 | 3 | 2  | 18 | –16 |

|              | Canadá | Suriname | Bermudas | Ilhas Cayman | Aruba |
| ------------ | ------ | -------- | -------- | ------------ | ----- |
| Canadá       |        | 4–0      | 5–1      | –            | –     |
| Suriname     | –      |          | 6–0      | 3–0          | –     |
| Bermudas     | –      | –        |          | 1–1          | 5–0   |
| Ilhas Cayman | 0–11   | –        | –        |              | 1–3   |
| Aruba        | 0–7    | 0–6      | –        | –            |       |

### Grupo C
| Pos. | Seleção                  | Pts | J | V | E | D | GP | GC | SG  |
| ---- | ------------------------ | --- | - | - | - | - | -- | -- | --- |
| 1    | Curaçau                  | 10  | 4 | 3 | 1 | 0 | 15 | 1  | +14 |
| 2    | Guatemala                | 10  | 4 | 3 | 1 | 0 | 14 | 0  | +14 |
| 3    | Cuba                     | 6   | 4 | 2 | 0 | 2 | 7  | 3  | +4  |
| 4    | São Vicente e Granadinas | 3   | 4 | 1 | 0 | 3 | 3  | 16 | –13 |
| 5    | Ilhas Virgens Britânicas | 0   | 4 | 0 | 0 | 4 | 0  | 19 | –19 |

|                          | Curaçau | Guatemala | São Vicente e Granadinas | Cuba | Ilhas Virgens Britânicas |
| ------------------------ | ------- | --------- | ------------------------ | ---- | ------------------------ |
| Curaçao                  |         | 0–0       | 5–0                      | –    | –                        |
| Guatemala                | –       |           | 10–0                     | 1–0  | –                        |
| São Vicente e Granadinas | –       | –         |                          | 0–1  | 3–0                      |
| Cuba                     | 1–2     | –         | –                        |      | 5–0                      |
| Ilhas Virgens Britânicas | 0–8     | 0–3       | –                        | –    |                          |

### Grupo D
| Pos. | Seleção              | Pts | J | V | E | D | GP | GC | SG  |
| ---- | -------------------- | --- | - | - | - | - | -- | -- | --- |
| 1    | Panamá               | 12  | 4 | 4 | 0 | 0 | 19 | 1  | +18 |
| 2    | República Dominicana | 7   | 4 | 2 | 1 | 1 | 8  | 4  | +4  |
| 3    | Barbados             | 5   | 4 | 1 | 2 | 1 | 3  | 3  | 0   |
| 4    | Dominica             | 4   | 4 | 1 | 1 | 2 | 5  | 4  | +1  |
| 5    | Anguila              | 0   | 4 | 0 | 0 | 4 | 0  | 23 | –23 |

|                      | Panamá | República Dominicana | Barbados | Dominica | Anguila |
| -------------------- | ------ | -------------------- | -------- | -------- | ------- |
| Panamá               |        | 3–0                  | 1–0      | –        | –       |
| República Dominicana | –      |                      | 1–1      | 1–0      | –       |
| Barbados             | –      | –                    |          | 1–1      | 1–0     |
| Dominica             | 1–2    | –                    | –        |          | 3–0     |
| Anguilla             | 0–13   | 0–6                  | –        | –        |         |

### Grupo E
| Pos. | Seleção         | Pts | J | V | E | D | GP | GC | SG  |
| ---- | --------------- | --- | - | - | - | - | -- | -- | --- |
| 1    | Haiti           | 9   | 3 | 3 | 0 | 0 | 13 | 0  | +13 |
| 2    | Nicarágua       | 6   | 3 | 2 | 0 | 1 | 10 | 1  | +9  |
| 3    | Belize          | 3   | 3 | 1 | 0 | 2 | 5  | 5  | 0   |
| 4    | Turcas e Caicos | 0   | 3 | 0 | 0 | 3 | 0  | 22 | –22 |
| 5    | Santa Lúcia     | 0   | 0 | 0 | 0 | 0 | 0  | 0  | 0   |

|                      | Haiti | Nicarágua | Belize | Santa Lúcia | Turcas e Caicos |
| -------------------- | ----- | --------- | ------ | ----------- | --------------- |
| Haiti                |       | 1–0       | 2–0    | –           | –               |
| Nicarágua            | –     |           | 3–0    | –           | –               |
| Belize               | –     | –         |        | –           | 5–0             |
| Santa Lúcia          | –     | –         | –      |             | –               |
| Ilhas Turks e Caicos | 0–10  | 0–7       | –      | –           |                 |

### Grupo F
| Pos. | Seleção               | Pts | J | V | E | D | GP | GC | SG  |
| ---- | --------------------- | --- | - | - | - | - | -- | -- | --- |
| 1    | São Cristóvão e Neves | 9   | 4 | 3 | 0 | 1 | 8  | 2  | +6  |
| 2    | Trinidad e Tobago     | 8   | 4 | 2 | 2 | 0 | 6  | 1  | +5  |
| 3    | Porto Rico            | 7   | 4 | 2 | 1 | 1 | 10 | 2  | +8  |
| 4    | Guiana                | 3   | 4 | 1 | 0 | 3 | 4  | 8  | –4  |
| 5    | Bahamas               | 1   | 4 | 0 | 1 | 3 | 0  | 15 | –15 |

|                       | Trindade e Tobago | São Cristóvão e Neves | Guiana | Porto Rico | Bahamas |
| --------------------- | ----------------- | --------------------- | ------ | ---------- | ------- |
| Trindade e Tobago     |                   | 2–0                   | 3–0    | –          | –       |
| São Cristóvão e Neves | –                 |                       | 3–0    | 1–0        | –       |
| Guiana                | –                 | –                     |        | 0–2        | 4–0     |
| Porto Rico            | 1–1               | –                     | –      |            | 7–0     |
| Bahamas               | 0–0               | 0–4                   | –      | –          |         |

## Segunda fase
Os seis vencedores da primeira fase serão divididos em três confrontos mata-mata, com jogos de ida e volta. Os vencedores se juntarão aos pré-classificados para a terceira fase. As partidas serão disputadas em junho de 2021.
| Equipe 1              | Total | Equipe 2    | 1.º jogo | 2.º jogo |
| --------------------- | ----- | ----------- | -------- | -------- |
| São Cristóvão e Neves | 0–6   | El Salvador | 0–4      | 0–2      |
| Haiti                 | 0–4   | Canadá      | 0–1      | 0–3      |
| Panamá                | 2–1   | Curaçau     | 2–1      | 0–0      |

## Terceira fase
| Legenda                                    |
| Classificado à Copa do Mundo FIFA de 2022  |
| Classificado à repescagem intercontinental |
| Eliminado                                  |

Os três vencedores da segunda fase se juntam as cinco seleções melhores ranqueadas no ranking Mundial da FIFA de julho de 2020. Nesta fase as partidas serão disputadas com jogos de ida e volta em um único grupo. As três melhores seleções se classificam para a Copa do Mundo FIFA de 2022 e o quarto colocado avança para a repescagem.
| Pos | Equipe         | Pts | J  | V | E | D  | GP | GC | SG  | Classificado                |  | CAN | MEX | USA | CRC | PAN | JAM | SLV | HON |
| --- | -------------- | --- | -- | - | - | -- | -- | -- | --- | --------------------------- |  | --- | --- | --- | --- | --- | --- | --- | --- |
| 1   | Canadá         | 28  | 14 | 8 | 4 | 2  | 23 | 7  | +16 | Copa do Mundo de 2022       |  | —   | 2–1 | 2–0 | 1–0 | 4–1 | 4–0 | 3–0 | 1–1 |
| 2   | México         | 28  | 14 | 8 | 4 | 2  | 17 | 8  | +9  | Copa do Mundo de 2022       |  | 1–1 | —   | 0–0 | 0–0 | 1–0 | 2–1 | 2–0 | 3–0 |
| 3   | Estados Unidos | 25  | 14 | 7 | 4 | 3  | 21 | 10 | +11 | Copa do Mundo de 2022       |  | 1–1 | 2–0 | —   | 2–1 | 5–1 | 2–0 | 1–0 | 3–0 |
| 4   | Costa Rica     | 25  | 14 | 7 | 4 | 3  | 13 | 8  | +5  | Repescagem intercontinental |  | 1–0 | 0–1 | 2–0 | —   | 1–0 | 1–1 | 2–1 | 2–1 |
| 5   | Panamá         | 21  | 14 | 6 | 3 | 5  | 17 | 19 | −2  | Eliminados                  |  | 1–0 | 1–1 | 1–0 | 0–0 | —   | 3–2 | 2–1 | 1–1 |
| 6   | Jamaica        | 11  | 14 | 2 | 5 | 7  | 12 | 22 | −10 | Eliminados                  |  | 0–0 | 1–2 | 1–1 | 0–1 | 0–3 | —   | 1–1 | 2–1 |
| 7   | El Salvador    | 10  | 14 | 2 | 4 | 8  | 8  | 18 | −10 | Eliminados                  |  | 0–2 | 0–2 | 0–0 | 1–2 | 1–0 | 1–1 | —   | 0–0 |
| 8   | Honduras       | 4   | 14 | 0 | 4 | 10 | 7  | 26 | −19 | Eliminados                  |  | 0–2 | 0–1 | 1–4 | 0–0 | 2–3 | 0–2 | 0–2 | —   |

## Repescagem intercontinental
A repescagem internacional será determinada por outro sorteio a ser realizado em uma data posterior. As partidas estão programadas para serem disputadas em junho de 2022.
| Equipe 1   | Resultado | Equipe 2      |
| ---------- | --------- | ------------- |
| Costa Rica | 1–0       | Nova Zelândia |